# Nattheim
Nattheim è un comune tedesco di 6 370 abitanti, situato nel land del Baden-Württemberg.